# 2024-es újévi földrengés Japánban
A 7,5-es (japán skála szerint 7,6-es) erősségű 2024-es újévi földrengés Japánban helyi idő szerint 2024. január 1-én, helyi idő szerint kevéssel 16 óra után történt az Isikava prefektúrabeli Anamizu kisváros közelében.
A Japán Meteorológiai Ügynökség (JMA) azonnal cunamiriasztást adott ki. A cunami első hulláma tíz perccel később meg is érkezett.

## Tektonikai körülmények

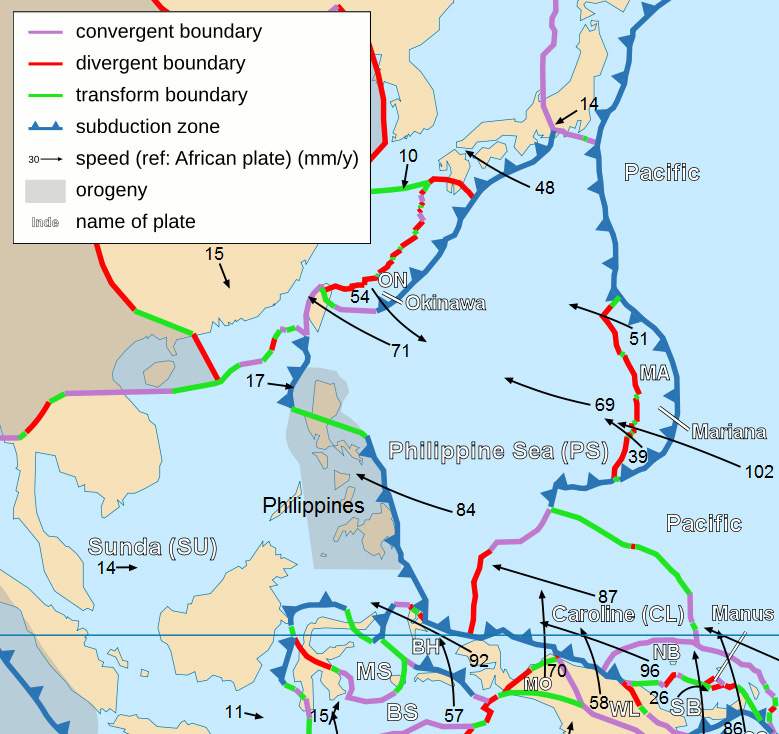
Lemezmozgások a Fülöp-szigeteki tektonikai lemez környezetében

Japán egy földrengéseknek rendszeresen kitett zónában, négy kőzetlemez (az Eurázsiai, Észak-Amerikai, Csendes-óceáni és Fülöp-szigeteki) találkozásánál fekszik.
Isikava prefektúra a Japán-tenger partvidékén, a Notói-félszigeten található. A félsziget csúcsán a megelőző három évben sorozatos földrengéseket regisztráltak. Ebben a földrengésrajban ez volt a legnagyobb rengés, meghaladva a 2023 májusában történt 6,3-es erősségűt, egyben a legnagyobb rengés a környéken 1983 óta.

## A földrengés
A 7,5-es (japán skála szerint 7,6-es) erősségű földrengés középpontja az Isikava prefektúrában lévő Vadzsimától 30 kilométerre északkeletre volt kb. 16 kilométeres mélységben, helyi idő szerint 2024. január 1-jén, hétfő délután. A rengés kb. 40 másodpercig tartott.

## A cunami
A földrengés után 1,2 méter magas hullámokkal szökőár érte el Vadzsima kikötőjét.

## Károk
Több mint 120-an meghaltak, több mint 200-an eltűntek és 8-an súlyosan megsérültek. Több ház összedőlt és több mint kétszáz épületben tűz keletkezett.
A hatóságok egy nap alatt 57 360 embert evakuáltak a katasztrófa által leginkább sújtott területekről.